# Andrakammarvalet i Sverige 1960
Andrakammarvalet i Sverige 1960 hölls den 18 september 1960.

## Valkampanjen
Valkampanjen var stillsam fram till den 2 september när Centerpartiets Gunnar Hedlund och Folkpartiets Bertil Ohlin vid varsitt framträdande lanserade begreppet "mittenpolitik". Båda partiledarna förklarade att deras gemensamma mål var "att socialdemokrater och kommunister försätts i sådan minoritet i den folkvalda andra kammaren att regeringsskifte blir aktuellt". Vad gällde en eventuell borgerlig regering avvisade de "en politik som präglas av högerns extrema förslag".
Partiernas valaffischer löd som följer:
- Rättvisa åt kvinnorna - Folkpartiet
- Med socialdemokratin för 4 veckors semester
- Högerpartiet - Framtiden på egna ben
- Klok sparsamhet - lägre skatter - Centerpartiet
- Atombomb nej - Avrustning - Fred - Kommunisterna

## Resultat
För samtliga genom valet invalda riksdagsmän, se Lista över ledamöter av Sveriges riksdags andra kammare 1961-1964.
| Parti                             | Parti                             | Partiledare                       | Röster             | Röster | Röster | Mandatfördelning | Mandatfördelning |
| Parti                             | Parti                             | Partiledare                       | Antal              | %      | +− %   | Antal            | +−               |
| --------------------------------- | --------------------------------- | --------------------------------- | ------------------ | ------ | ------ | ---------------- | ---------------- |
|                                   | Socialdemokraterna                | Tage Erlander                     | 2 033 016          | 47,8   | +1,6   | 114              | +3               |
|                                   | Folkpartiet                       | Bertil Ohlin                      | 744 142            | 17,5   | -0,7   | 40               | +2               |
|                                   | Högerpartiet                      | Jarl Hjalmarson                   | 704 365            | 16,5   | −3,0   | 39               | −6               |
|                                   | Centerpartiet                     | Gunnar Hedlund                    | 579 007            | 13,6   | +0,9   | 34               | +2               |
|                                   | Sveriges kommunistiska parti      | Hilding Hagberg                   | 190 560            | 4,5    | +1,1   | 5                | +−0              |
|                                   | Framstegsunionen                  | Bertil Svahnström                 | 1 375              | 0,0    | —      | —                | —                |
|                                   | Företagspartiet                   | ?                                 | 614                | 0,0    | —      | —                | —                |
|                                   | Vänstersocialistiska partiet      | Albin Ström                       | 176                | 0,0    | -0,03  | —                | —                |
|                                   | Övriga partier                    | —                                 | 859                | 0,0    | —      | —                | —                |
|                                   | Socialistiska blocket (S + SKP)   | —                                 | 2 223 576          | 52,3   | —      | 119              | —                |
|                                   | Borgerliga blocket (C + FP + H)   | —                                 | 2 027 514          | 47,6   | —      | 113              | —                |
| Antal giltiga röster              | Antal giltiga röster              | Antal giltiga röster              | 4 254 114          | 100,00 |        | 232              | +1               |
| Ogiltiga röster                   | Ogiltiga röster                   | Ogiltiga röster                   | 17 496             |        |        |                  |                  |
| Totalt (varav 190 702 poströster) | Totalt (varav 190 702 poströster) | Totalt (varav 190 702 poströster) | 4 271 610 (85,9 %) |        |        |                  |                  |

Det socialistiska blocket (SKP och S) fick sammanlagt 52,3 procent, och det borgerliga blocket (FP, C och H) fick 47,6 procent. Det socialistiska blocket hade alltså vunnit med en marginal på 4,7 procent.
Socialdemokraterna som ensamt parti fick 1 mandat mer än den borgerliga oppositionen fick sammanlagt. Detta innebar att Socialdemokraterna var i stort sett oberoende av stöd från SKP för att rösta emot oppositionen vid voteringar.
Jämfört med valet 1958 hade andra kammaren fått ett extra mandat, ett mandat för Stockholms läns valkrets.
Fotnot: Enligt SCB avgavs 4 271 610 röster. Enligt När Var Hur 1961 avgavs 4 251 985 godkända röster. Hela skillnaden är knappast ogiltiga röster, även om det inte kan uteslutas. Som jämförelse kan nämnas att vid riksdagsvalet 1973 var antalet ogiltiga röster strax under 9 000.

## Regeringsbildning
Efter förstakammarvalet och andrakammarvalet 1960 hade socialdemokraterna en egen majoritet i första kammaren (77 av 151 mandat) och nästan egen majoritet i andra kammaren. Regeringen Erlander III satt kvar.